# Mohelnice
Mohelnice (in tedesco Müglitz) è una città ceca situata nel distretto di Šumperk, nella regione di Olomouc.